# Madame Guyon
Jeanne-Marie Bouvier de La Motte-Guyon, coneguda pel seu pseudònim Madame Guyon (Montargis, Loiret, 13 d'abril de 1648 – Blois, 9 de juny de 1717), fou una escriptora mística, figura central en els debats teològics de la França del segle XVII per la seva defensa del quietisme. Considerada heretge per l'Església Catòlica, fou empresonada des de 1695 fins a 1703 després de publicar diversos llibres, entre els quals Un mètode de pregària breu i fàcil i Comentari al Càntic dels Càntics.
Del quietisme de Miquel de Molinos, Madame Guyon va adoptar la noció de l'«amor pur», un amor desinteressat a Déu, és a dir, no corromput per la perspectiva d'una recompensa o una esperança de salvació. Molt destacada a l'alta societat parisenca, va crear un cercle de deixebles, entre els quals François Fénelon. També va impartir classes al famós internat de Saint-Cyr. Les idees quietistes van arribar a un punt d'àlgid debat a França, i crítics com Jacques-Bénigne Bossuet hi van prendre partit contra Madame Guyon i Fénelon. Els escrits de Madame Guyon van ser examinats el 1694 i 1695, acabant amb una severa condemna del quietisme.
La influència de Madame Guyon ha desaparegut pràcticament entre els catòlics, però en canvi les seves idees han trobat acollida en els cercles protestants, sobretot a Suïssa, entre els pietistes del nord d'Alemanya, la Societat Religiosa d'Amics –els quàquers– i els metodistes anglo-nord-americans.

## Primers anys i matrimoni
El pare de Guyon era Claude Bouvier, procurador del tribunal de Montargis. Va tenir una infància malaltissa, que portà a una educació força abandonada; la va passar entre el convent i la casa dels seus pares, de bona posició social i molt religiosos, que li van donar una educació molt pietosa. Gran impacte va tenir en la seva joventut la lectura de les obres de Francesc de Sales, i de certes monges, com Joana de Chantal, les seves mestres en una època en què va voler ser monja.
Als setze anys, havent rebutjat altres propostes, es va casar amb un ric cavaller de Montargis, Jacques Guyon, de trenta-vuit anys. Durant els dotze anys que va durar el matrimoni, Guyon va ser desgraciada, va sofrir les morts dels seus familiars, incloses les d'alguns dels seus fills, i va trobar consol en l'«oració interior». Després de dotze anys de matrimoni infeliç, es convertia en vídua amb 28 anys.

## El camí del misticisme
Després de la mort del seu marit, va marxar a Ginebra. Va deixar els seus fills i va viatjar a Annecy, a Thonon, on es va trobar al juliol de 1681 amb el pare barnabita François Lacombe, a qui havia conegut breument deu anys abans, i de nou es va posar sota la seva direcció. Entre les seves idees místiques, hi havia també la pràctica de l'oració interior, que inquietava les autoritats eclesiàstiques perquè semblava devaluar l'oració en veu alta i les "bones obres", i semblava donar suport a la creença protestant de la justificació només per la fe.
L'any 1682 Guyon va escriure Les torrents spirituels, i va començar, a petició de Lacombe, un relat sobre la seva vida espiritual, que amb els anys esdevindria La vie de Mme. JMB de la Mothe Guion. Aquests textos i un seguit de comentaris sobre passatges bíblics es difonien entre amics i seguidors, i, tot i que es feia de manera discreta, resultava escandalós que una dona laica comentés les escriptures.
El bisbe de Ginebra, d'Aranthon d'Alex, que havia vist la seva arribada amb satisfacció, li va demanar que abandonés la diòcesi, i alhora va expulsar el pare Lacombe, que es va traslladar al bisbat de Vercelli. Madame Guyon va seguir el seu director a Torí, després va tornar a França i va romandre a Grenoble. En aquestes estades va començar a escriure sobre la supressió del desig individual i l'autoconsciència. I va publicar el Moyen court et très facile de faire oraison (gener de 1685, Mètode d'oració breu i molt fàcil) per divulgar la seva doctrina. El bisbe de Grenoble, el cardenal Le Camus, es va sentir pertorbat per l'oposició que ella va suscitar i a petició seva, va abandonar la ciutat, es va reunir amb el pare Lacombe a Vercelli i un any després se'n van anar junts a París (juliol de 1686).
Lluís XIV era contrari al quietisme de Miquel de Molinos, que impregnava el pensament místic de Madame Guyon, i es va esforçar que fos condemnat per Roma. Després de la butlla del papa Innocenci XI en què considerava herètic el quietisme, el pare Lacombe fou tancat a la Bastilla, i després als castells d'Oloron i de Lourdes. L'arrest de Madame Guyon, endarrerit per la malaltia, es va produir el 29 de gener de 1688.
No va ser alliberada fins a set mesos després, quan ella havia posat a les mans de teòlegs, que havien examinat el llibre, una retractació de les proposicions que contenia. Alguns dies després ella va trobar, a Beyne, a la masia de la duquessa de Béthune-Charrost, François Fénelon, que va ser el més famós dels seus deixebles. A través de Fénelon va augmentar la influència de Madame Guyon en cercles religiosos poderosos de la cort, entre els quals els Beauvillier, els Chevreuse o els Montemart. Aviat va guanyar per al nou misticisme Madame de Maintenon, segona esposa del rei Lluís XIV, i a través d'ella les joves dames de Saint-Cyr, després que li fos facilitada una plaça de professora en aquest internat per a joves nobles. El bisbe de Chartres, a la diòcesi del qual es trobava Saint-Cyr, es va alarmar per les idees espirituals que s'hi estaven divulgant, basats en l'oració contemplativa silenciosa i l'acceptació passiva de la iniciativa de Déu en la transformació moral d'un, que no s'adeia amb les formes més actives de cultivar la pietat i la moral, que propugnava l'Església Catalòlica.
Madame de Maintenon va buscar el consell de persones que reprovaven les idees de Madame Guyon, que va demanar aleshores que la seva conducta i escrits fossin examinats per jutges civils i eclesiàstics. El rei va consentir que els seus escrits se sotmetessin al judici de Bossuet, Louis-Antoine, cardenal de Noailles, i de Tronson, superior de la Societat de Sant-Sulpice.
El 10 d'octubre de 1694 François de Harlay de Champvallon, l'arquebisbe de París, va condemnar les obres publicades de Madame Guyon. Ella, tement un altre arrest, es va refugiar durant uns mesos a Meaux, amb permís de Bossuet, llavors bisbe d'aquesta seu. Després de sotmetre's als 34 articles d'Issy, va tornar en secret a París, on la policia la va arrestar el 24 de desembre de 1695 i la va empresonar, primer a Vincennes, després en un convent de Vaugirard, i més tard a la Bastilla, on el 23 d'agost de 1699, va signar de nou una retractació de les seves teories i el seu compromís d'abstenir-se de divulgar-les més. Des de llavors no va intervenir, personalment, en discussions públiques, però la controvèrsia sobre les seves idees es va fer encara més intensa entre Bossuet i Fénelon.

## Retir i silenci
Madame Guyon va estar empresonada a la Bastilla fins al 21 de març de 1703, quan se'n va anar, després de més de set anys de captivitat, per viure amb el seu fill en un poble a la diòcesi de Blois. Allí va passar quinze anys en silenci i aïllament i component poesia. El 1704, les seves obres van ser publicades als Països Baixos, i es van fer molt populars. Molts anglesos i alemanys la van visitar a Blois, entre els quals Johann Wettstein i Lord Forbes.
Així mateix, va escriure una autobiografia de diversos volums. En aquesta autobiografia –descoberta i publicada a finals del segle XX– explica les proves a què havia estat sotmesa en els anys precedents, perquè abandonés els seus postulats: maltractament físic, males condicions de vida, negació dels sagraments...
Va morir el 1717, als seixanta-vuit anys, a Blois, sotmesa a l'Església catòlica, de la qual ella mai no va tenir la intenció d'apartar-se.

## Llegat i memòria
El 2017, en el tricentenari de la seva mort, l'Institut Romand de Systématique et d'éthique (IRSE), de la Facultat de Teologia de la Universitat de Ginebra, va celebrar un simposi sobre la seva vida i obra: «Madame Guyon, mística i política a la cort de Versalles», amb la presència de molts especialistes internacionals.